# Horst Di Carlo
Horst Di Carlo (* 26. Mai 1934 in Burgstädt) ist ein ehemaliger deutscher Fußballschiedsrichter des Deutschen Fußball-Verbandes der DDR.
Nach einer Sportverletzung in seiner Jugendzeit wechselte Di Carlo vom Nachwuchs-Übungsleiter 1954 ins Schiedsrichter-Metier. Seit 1968 leitete er Spiele der höchsten Spielklasse, der DDR-Oberliga. Seine Bilanz weist 97 Oberligaeinsätze als Schiedsrichter auf. Zudem leitete er als FIFA-Referee unter anderem zwei Europapokalspiele.